# Amina Okueva
Amina Viktorivna Okueva, nata Natalia Viktorivna Nikiforova; ucraino:Аміна Вікторівна Окуєва;, nota anche con lo pseudonimo di Anastasiya (Odessa, 5 giugno 1983 – Hlevakha, 30 ottobre 2017), è stata un medico ucraino di origine cecena, attivista di Euromaidan e tenente di polizia convertita all'Islam. Fu uccisa in un'imboscata da aggressori sconosciuti il 30 ottobre 2017.  Suo marito, Adam Osmayev, un leader del battaglione Dzhokhar Dudayev, rimase ferito ma sopravvisse.

## Biografia
Okueva nacque a Odessa, con il nome di Natalia Nikiforova, da padre ceceno e madre polacca del Caucaso settentrionale. Non conobbe il padre biologo, morto prematuramente. Il suo patrigno era Viktor Sergeevich Nikiforov, che fino al 2008 fu direttore del Museo di Arte Occidentale e Orientale di Odessa e fu licenziato dopo che il dipinto di Caravaggio "Il bacio di Giuda"  venne rubato dal museo; morì all'età di 53 anni. Trascorse la sua infanzia e adolescenza a Mosca e Grozny. Nel 2000, all'età di 17 anni, si convertì all'Islam e cambiò il nome in Amina.
Nel 2003, la sua famiglia decise di tornare a Odessa. Lì, Okueva si iscrisse all'Università Nazionale di Medicina e si specializzò in chirurgia generale. Dopo la laurea, iniziò la carriera medica come stagista in un ospedale locale. 
Con lo scoppio delle proteste civili a Kiev nel novembre 2013 e l'inizio di Euromaidan, si unì a un'unità di veterani afghani organizzando una tenda medica durante le proteste. Successivamente, si unì al battaglione "Kyiv 2" come paramedico ed entrò in  guerra contro i separatisti filo-russi nell'Ucraina orientale. Tuttavia, a causa del suo coinvolgimento diretto nelle battaglie per Debaltseve e Luhansk, Okuyeva non fu in grado di fornire praticamente alcun servizio medico. Lavorò anche come addetta stampa per il battaglione Dzhokhar Dudayev.
Nell'ottobre 2014 si candidò nel Raion Suvorovskyi di Odessa alle elezioni parlamentari in Ucraina ricevendo solo il 3,72% dei voti e collocandosi al nono posto.
Diventata ufficiale di polizia del Ministero degli Affari Interni nel 2016 dopo l'Accademia militare di Odessa, per la sua partecipazione alla guerra le fu assegnata una pistola con il suo nome inciso sopra.

## Tentativo di omicidio
All'inizio di giugno 2017, Okueva e suo marito Adam Osmayev, leader del battaglione ceceno intitolato a Dzhokhar Dudayev, sopravvissero a un attacco spettacolare, commesso da un uomo che finse di essere Alex Werner, giornalista del quotidiano parigino Le Monde. Secondo quanto riferito, stava pianificando un importante rapporto sulla lotta dei due in Ucraina. Durante un viaggio in macchina insieme nel quartiere di Podil a Kiev, l'uomo sparò inaspettatamente con una pistola a Osmayev, che una volta era stato accusato in Russia di preparare un presunto tentativo di assassinio di Vladimir Putin. Osmayev sopravvisse ferito, in parte perché Okueva reagì aprendo il fuoco sull'aggressore. L'uomo, una volta arrestato, fu identificato come Arthur 
Abdulayevich Denisultanov (alias Курмакаев Kurmakaev), un cittadino russo di origine cecena conosciuto con il soprannome di "Dingo" e già sospettato di aver ucciso Umar Israilov, un'ex guardia del corpo di Ramzan Kadyrov. Israilov aveva accusato Kadyrov di sostenere le violazioni dei diritti umani.  Arthur Denisultanov fu poi rilasciato, nell'ambito di uno scambio di prigionieri, e consegnato alla Repubblica popolare di Donetsk il 29 dicembre 2019.

## L'omicidio
Okueva non sopravvisse al secondo tentativo di omicidio del 30 ottobre 2017, che in realtà era diretto contro Osmayev: fu uccisa in un'imboscata in stile militare vicino al villaggio di Hlevakha, nel distretto di Vasylkiv, nella regione di Kiev. Quel giorno lei si stava recando a Kiev in macchina con il marito. Mentre l'auto rallentava ad un passaggio a livello, aggressori aprirono il fuoco sull'auto, sparando cinque colpi. Okueva fu colpita due volte alla testa e morì sul posto. Osmayev rimase leggermente ferito alla gamba. Gli autori dell'omicidio non furono mai identificati. Tuttavia, il ministero dell'Interno ucraino sospettò che dietro l'azione mortale ci fosse il servizio segreto russo FSB.
Okueva venne sepolta a Dnipro il 1º novembre 2017 su sua richiesta accanto a Isa Munaev, un compagno d'armi di Okuyeva ucciso nel febbraio 2015 durante la battaglia per Debaltseve. La sua famiglia non partecipò alla cerimonia pubblica di addio temendo che l'evento potesse diventare un bersaglio per un attacco. Il funerale stesso si svolse sotto scorta armata.
Nel novembre 2019 il consiglio comunale di Kiev decise di rinominare la via Proektna nel distretto Shevchenkivskyi di Kiev in onore di Okueva come parte del processo di decomunizzazione nazionale dell'Ucraina. Nel giugno 2020 il consiglio comunale di Dnipro stabilì che una nuova strada nel distretto Amur-Nyzhnodniprovskyi della città venisse intitolata a Okueva; un precedente tentativo di rinominare la locale Populus Street in suo onore non era stato sostenuto dagli abitanti della zona.

## Vita privata
Si sposò tre volte. Il primo marito, Isa Mustafinov, sposato nel 2000, morì nel 2003 durante la seconda guerra cecena. Islam Tukhashev, il secondo marito, fu espulso dall'Ucraina per aver soggiornato illegalmente nel paese e venne successivamente condannato all'ergastolo in Russia per l'omicidio di ufficiali dell'intelligence russa in Inguscezia; a causa del suo status di residenza, il matrimonio non venne registrato in Ucraina. Nel 2009 incontrò Adam Osmayev, accusato di aver tentato di assassinare Vladimir Putin. In seguito ebbero una cerimonia nuziale ma non registrarono ufficialmente il matrimonio. Lei ebbe un figlio, nato nel 2002.

## Riconoscimenti
- Eroe del popolo dell'Ucraina (13 ottobre 2015)[20]